# Écoust Military Cemetery
Le Écoust Military Cemetery  ou cimetière militaire d'Écoust-Saint-Mein  est un cimetière militaire de la Première Guerre mondiale, situé sur le territoire de la commune de Écoust-Saint-Mein, dans le département du Pas-de-Calais, au sud d'Arras.
Trois autres cimetières britanniques sont implantés sur le territoire de la commune : Écoust-Saint-Mein British Cemetery, H.A.C. Cemetery  et L'Homme Mort British Cemetery.

## Localisation
Ce cimetière est situé au nord du village, à proximité de l'ancienne ligne de chemin de fer dont il faut suivre le tracé sur environ 400 m pour accéder au cimetière.

## Histoire

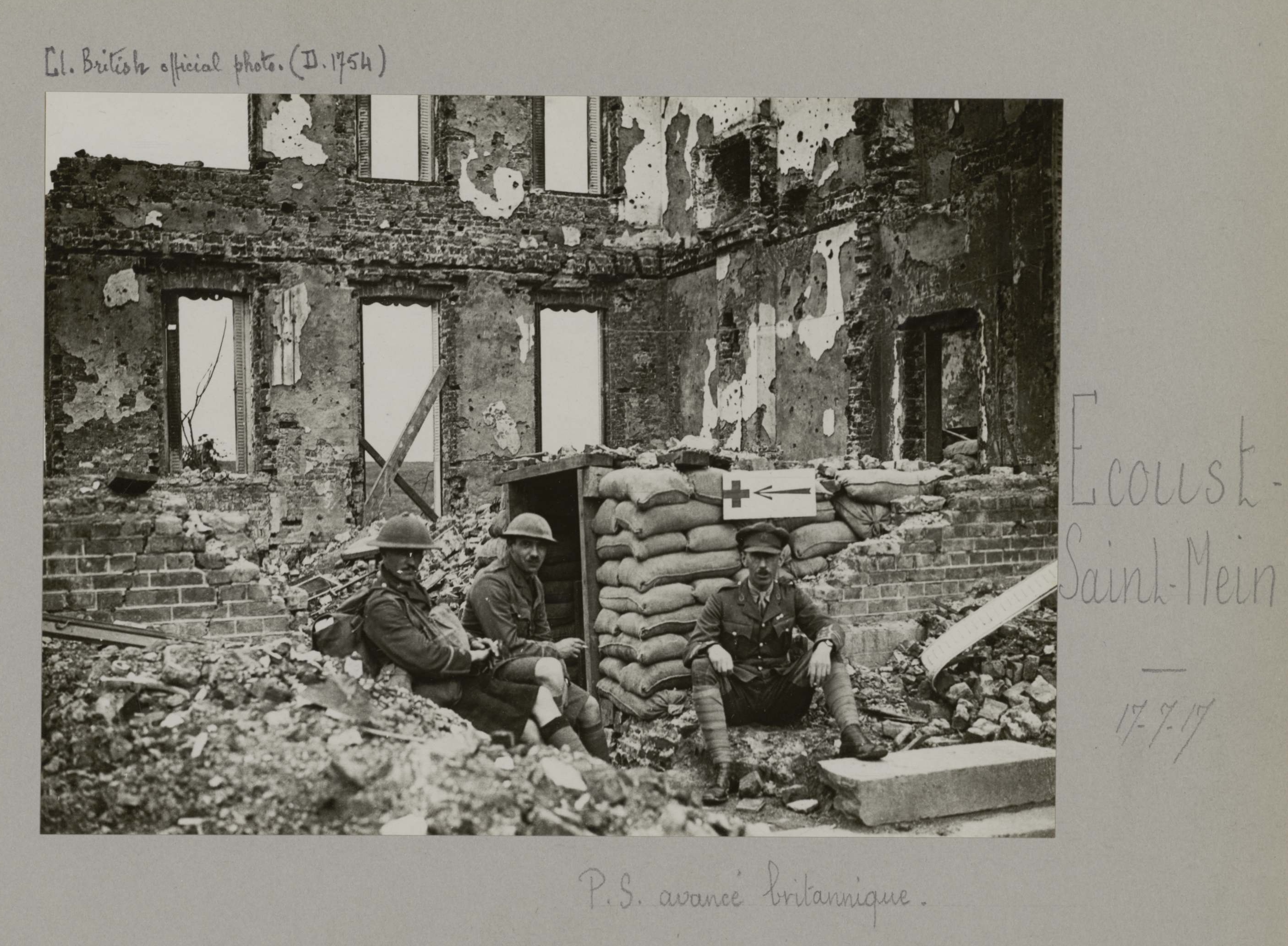
Les soldats britanniques dans les ruines
d'Ecoust-Saint-Mein en juillet 1917.

Aux mains des Allemands dès fin août 1914, le village restera loin des combats jusqu'en mars 1917, date à laquelle les Allemands  évacueront tous les habitants et détruiront complètement les habitations pour transformer la zone en un no man’s land à la suite de leur retrait sur la ligne Hindenburg.
Les ruines du village sont alors attaquées par la 7e division britannique en mars 1917 et prises le 2 avril. Le secteur fut de nouveau perdu le 21 mars 1918 lors de l'offensive du Printemps de l'armée allemande et repris définitivement par la 45e London Division le 28 août suivant, après de violents combats.
Le cimetière militaire a été commencé en avril 1917 pour inhumer les victimes des combats et utilisé jusqu'en mars 1918. Un certain nombre d'inhumations ont ensuite été faites par les Allemands et après l'armistice, d'autres tombes, presque toutes les tombes du 2e et 6e North Staffords, ont été créées.
Le cimetière militaire d'Ecoust contient 156 sépultures et commémorations du Commonwealth de la Première Guerre mondiale dont la moitié  ne sont pas identifiées, mais un mémorial spécial commémore une victime connue pour être enterrée parmi elles. Le cimetière contient également 71 sépultures allemandes, la majorité d'entre elles non identifiées.

## Caractéristiques
Ce cimetière a un plan rectangulaire allongé de 80 m sur 20. Il est clos par un muret de briques. Le cimetière a été conçu par l'architecte britannique William Harrison Cowlishaw.

## Sépultures
| Pays        | Sépultures |
| ----------- | ---------- |
| Royaume-Uni | 148        |
| Australie   | 9          |
| Allemagne   | 71         |
| total       | 228        |

## Galerie

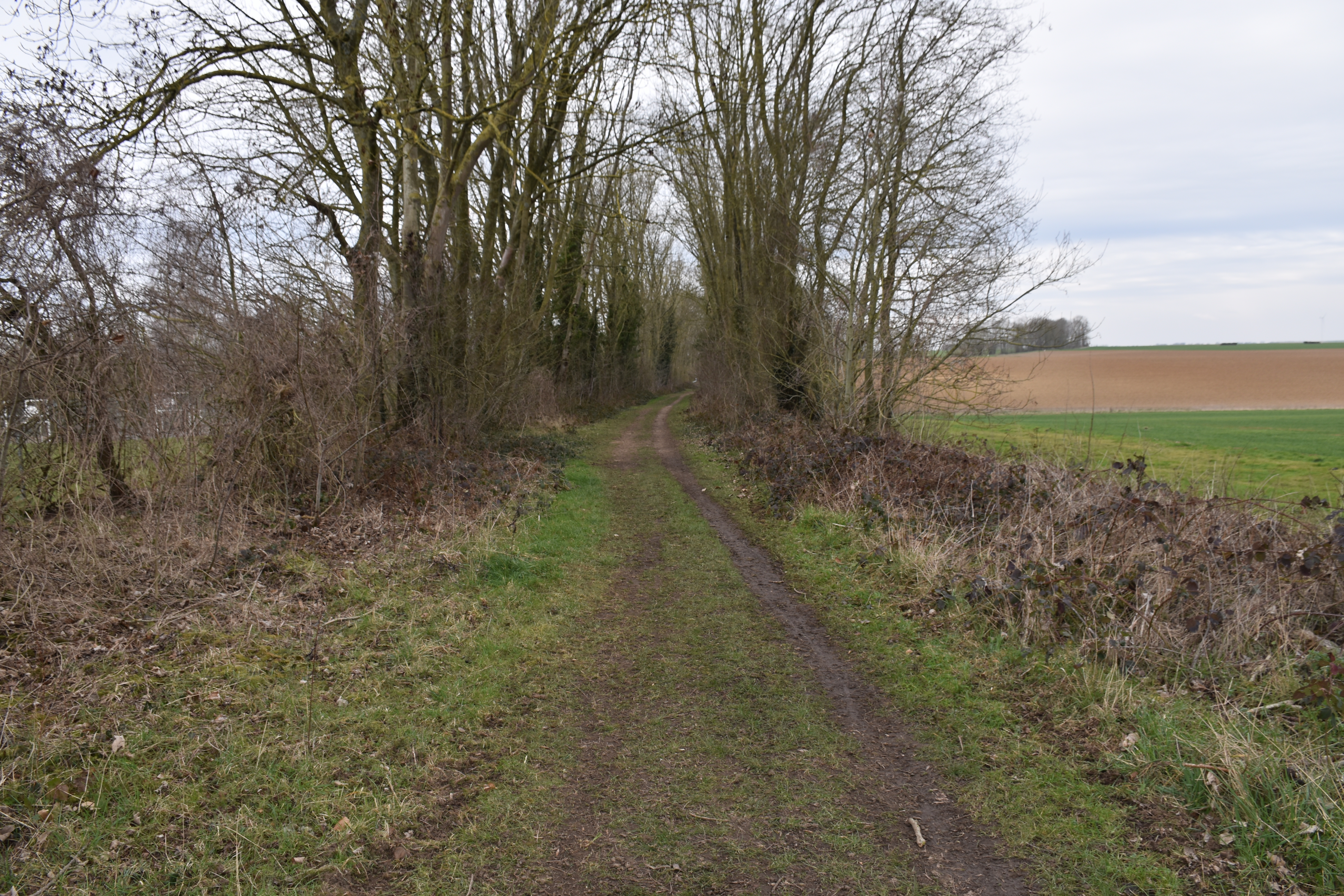
Le tracé de l'ancienne voie ferrée.
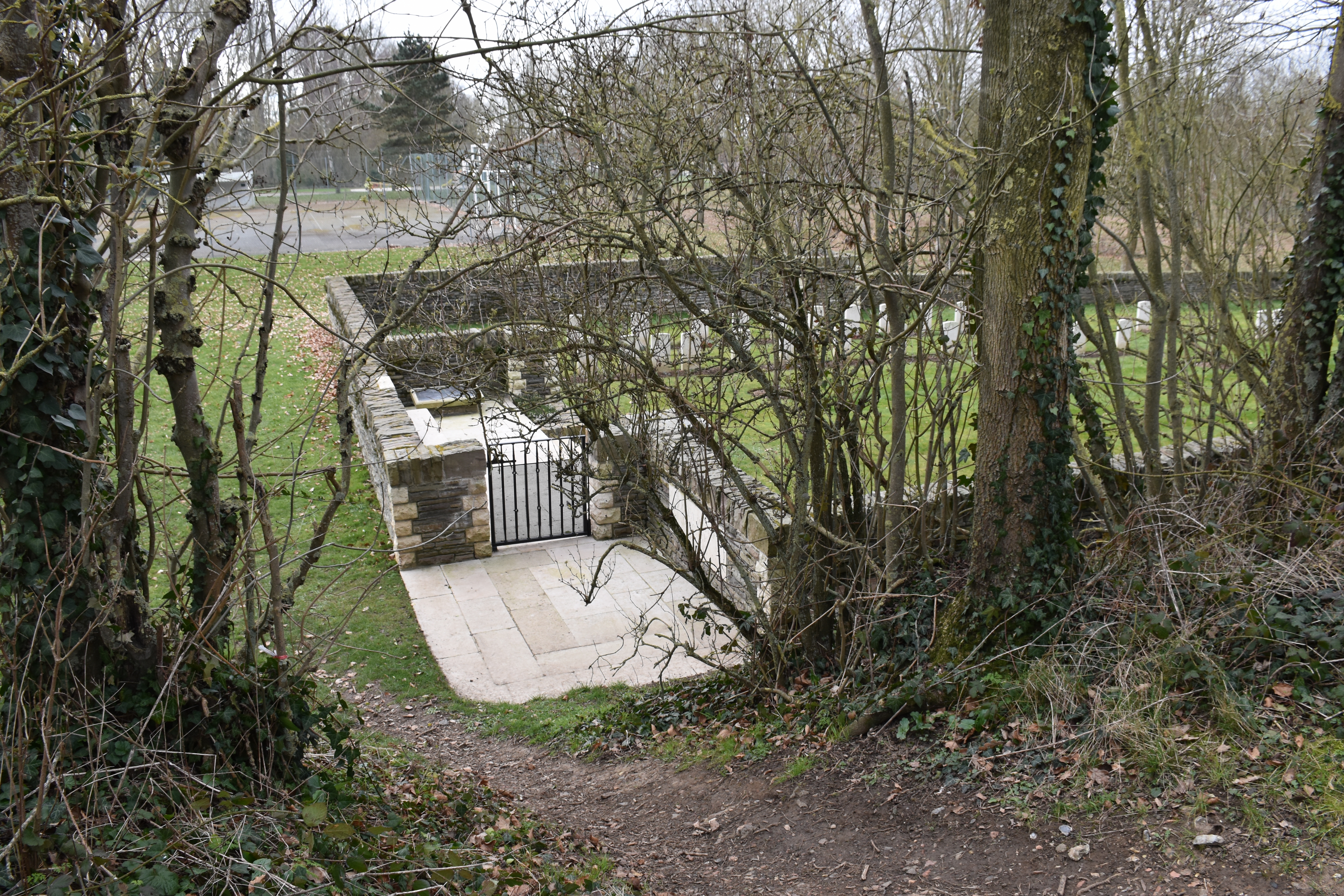
Le cimetière est situé en contrebas du talus de l'ancienne voie ferrée.
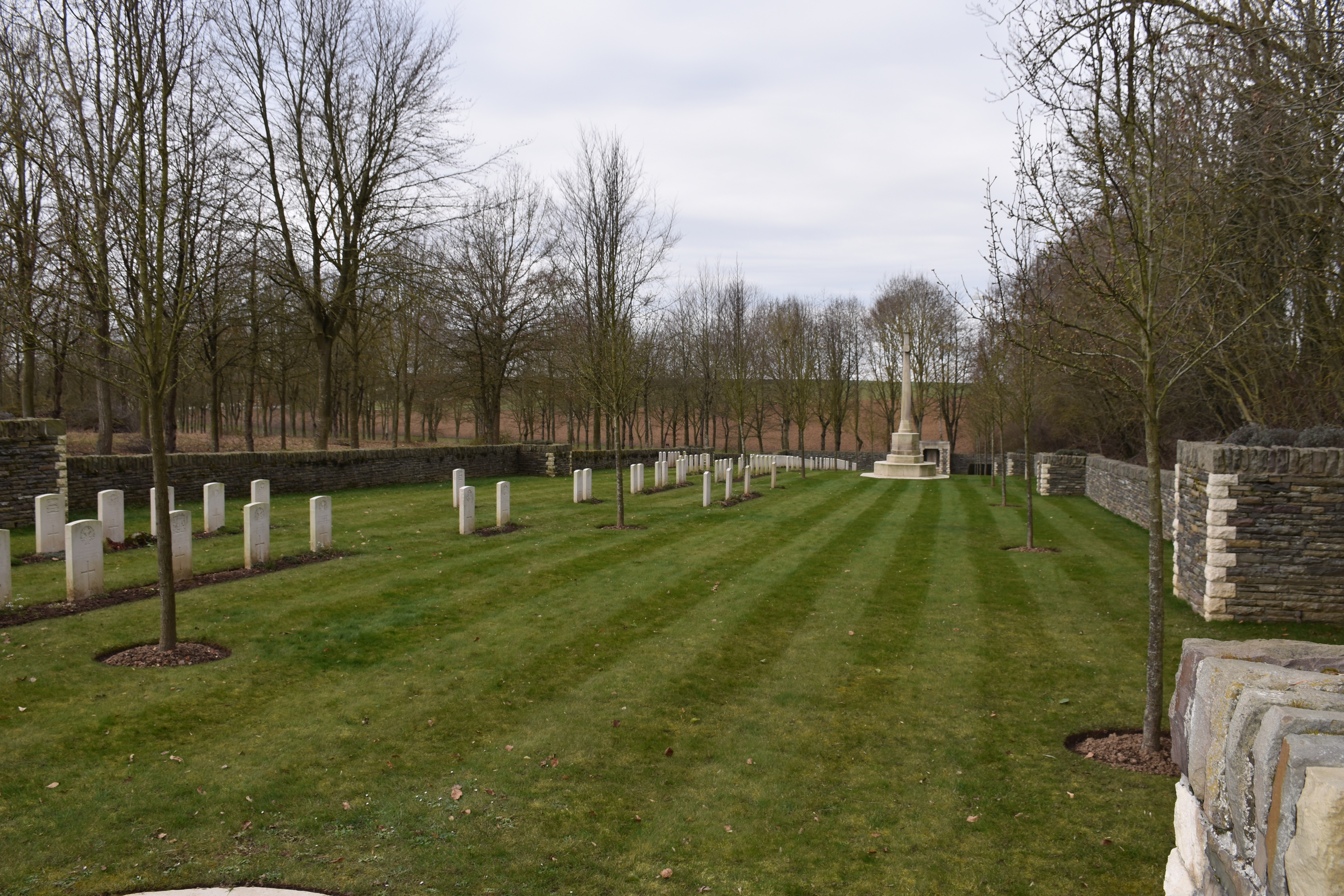
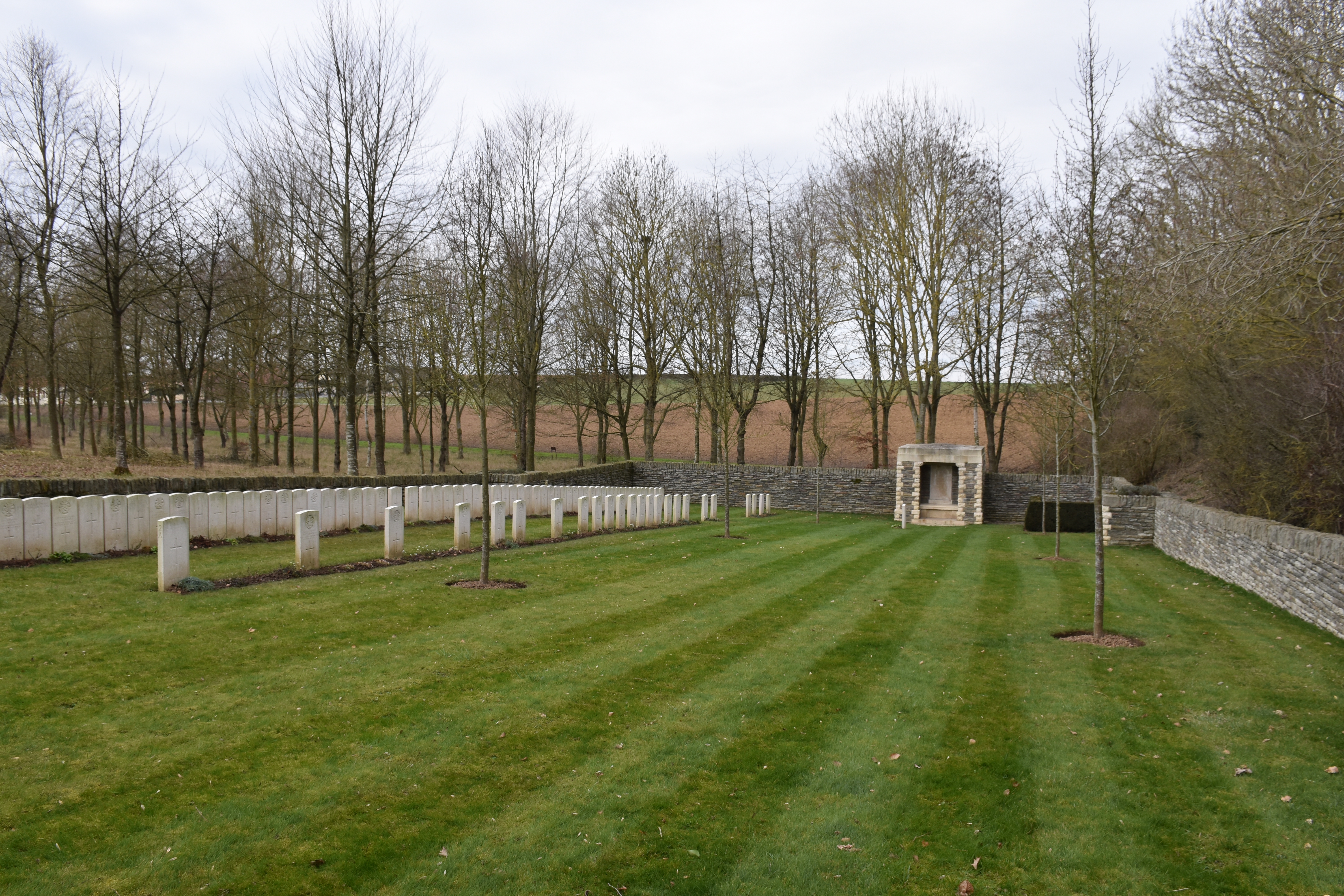
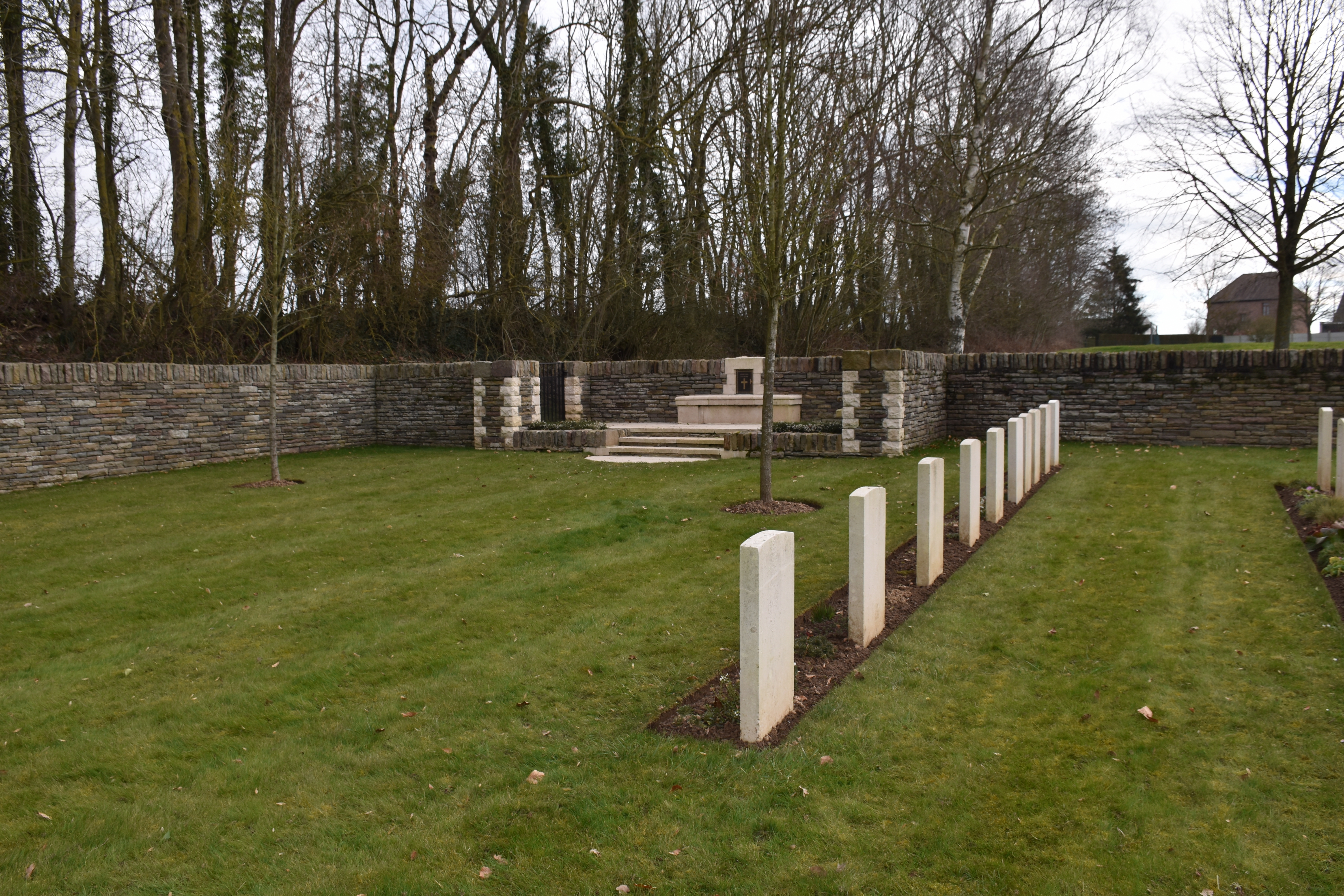
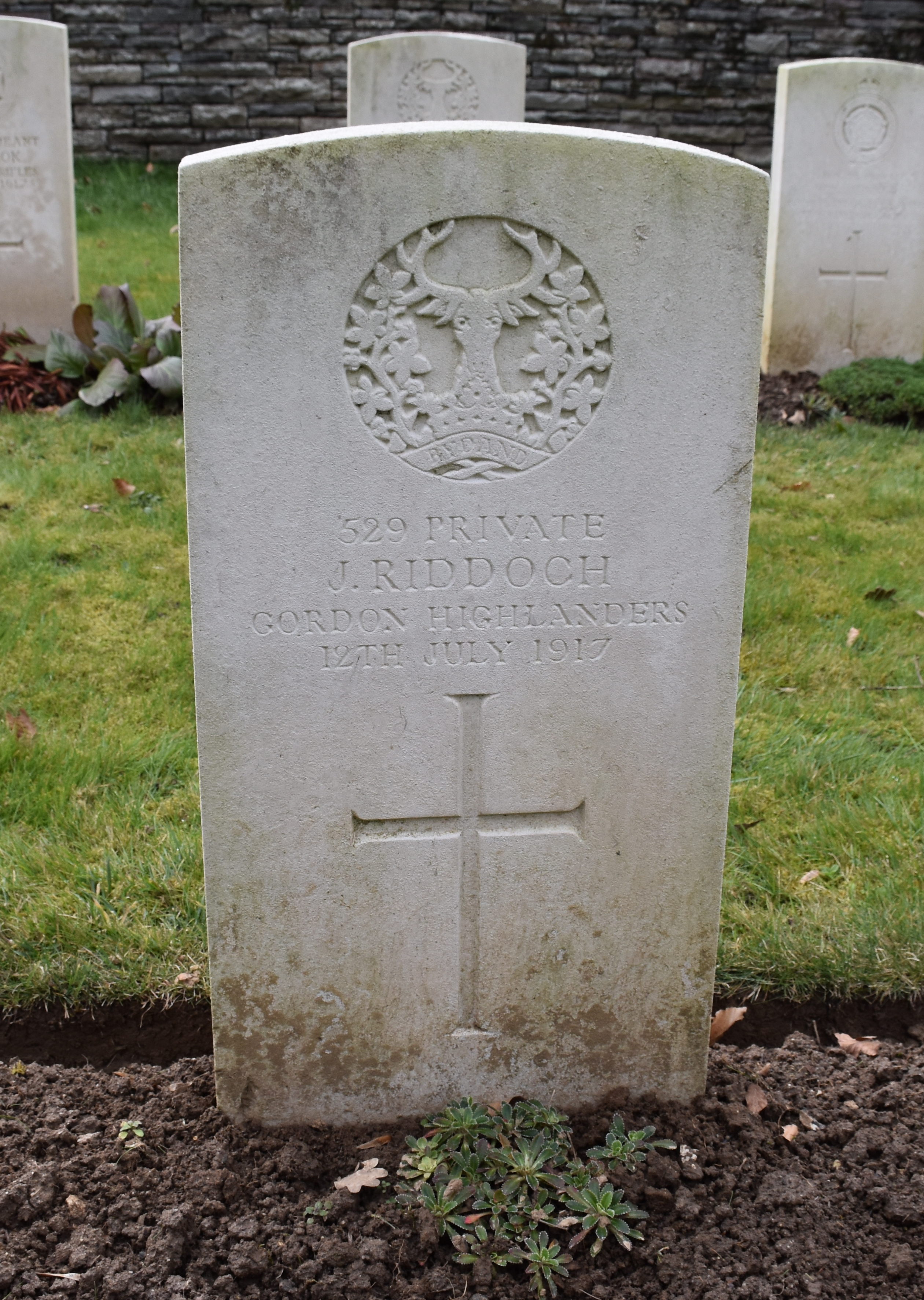

## Pour approfondir